# Ammothea tibialis
Ammothea tibialis is een zeespin uit de familie Ammotheidae. De soort behoort tot het geslacht Ammothea. Ammothea tibialis werd in 2002 voor het eerst wetenschappelijk beschreven door Munilla. 